# ویلیام سیلوستر
ویلیام سیلوستر (انگلیسی: William Sylvester؛ ۳۱ ژانویهٔ ۱۹۲۲ – ۲۵ ژانویهٔ ۱۹۹۵) یک هنرپیشه اهل ایالات متحده آمریکا بود. وی بین سال‌های ۱۹۵۳ تا ۱۹۷۸ میلادی فعالیت می‌کرد.

## گزیده فیلمشناسی
از فیلم‌ها یا برنامه‌های تلویزیونی که وی در آن نقش داشته‌است می‌توان به آثار زیر اشاره کرد.
- آلبرت آر.ان (۱۹۵۳)
- فقط دو بار زندگی می‌کنید (فیلم) (۱۹۶۷)
- ۲۰۰۱: ادیسه فضایی (فیلم) (۱۹۶۸)
- فستیوال (فیلم ۱۹۷۴) (۱۹۷۴)
- هیندنبورگ (۱۹۷۵)
- بهشت می‌تواند صبر کند (فیلم ۱۹۷۸) (۱۹۷۸)